# Туссен, Франсуа-Венсан
Франсуа́-Венса́н Туссе́н (фр. François-Vincent Toussaint; родился 21 декабря 1715 года, Париж, Франция — умер 22 июня 1772, Берлин) — французский мыслитель.

## Биография
Юрист по образованию, Туссен занимался преимущественно литературной деятельностью, начав её в 1746 г. работой (вместе с Дени Дидро и Марком-Антуаном Эду) над переводом с английского языка «Медицинского словаря» Роберта Джеймса (фр. Dictionnaire universel de medicine, 1746—1748). К переводам Туссен обращался и в дальнейшем (в частности, им переведён роман Тобиаса Смоллетта «Приключения Перигрина Пикля»).
В 1740-е годы Туссен написал ряд статей для Энциклопедии Дидро.
Наиболее известным сочинением Туссена считается сатирический трактат «Нравы» (фр. Les Mœurs), выпущенный в 1748 году. Во Франции публикация вызвала настоящий скандал, поскольку один из персонажей трактата по описанию напоминал королеву Марию Лещинскую. Однако это обстоятельство обеспечило успех книге; в течение первого года её переиздали 13 раз. Туссену поначалу удалось выйти из скандального дела без ущерба для себя благодаря хорошим отношениям с министром Морепа.
Тем не менее, после покушения Дамьена книга была запрещена (1757 год), а сам Туссен эмигрировал сперва в Брюссель, а в 1764 г. в Берлин, где был избран в члены Прусской Академии наук и преподавал логику и риторику в военной школе, основанной Фридрихом II. В 1763 г. Туссен опубликовал «Объяснение» (фр. Éclaircissement), содержащее оправдания по поводу «Нравов» и попытки доказать, что в действительности ранняя книга Туссена вовсе не носила настолько подрывного и антигосударственного характера.